# العريش (كعيدنة)

تعديل مصدري - تعديل

العريش هي إحدى قرى عزلة بني نشر بمديرية كعيدنة التابعة لمحافظة حجة، بلغ تعداد سكانها 565 نسمة حسب تعداد اليمن لعام 2004.